# Château du Carpia

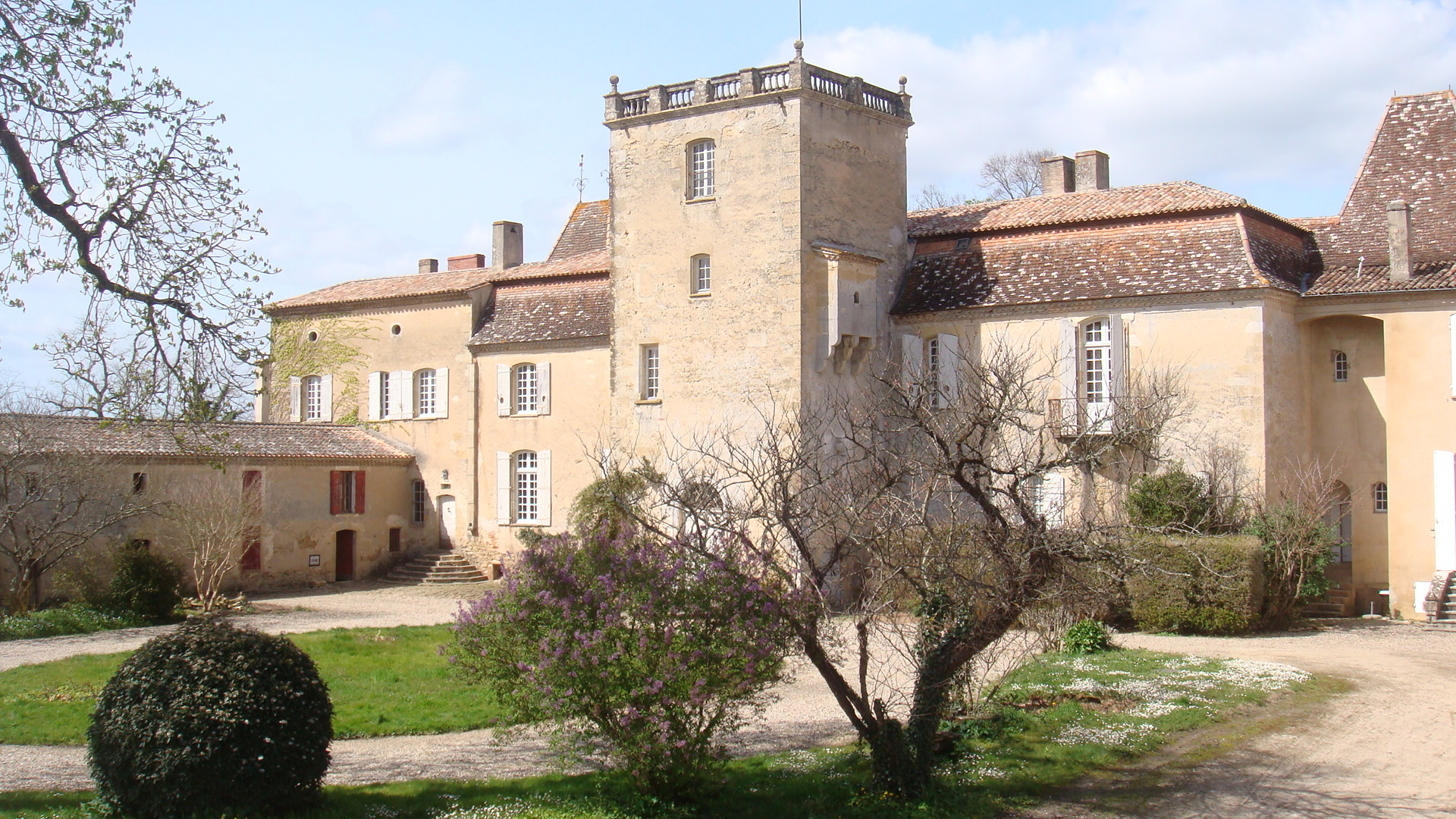
Château du Carpia in Castillon-de-Castets

Das Château du Carpia in Castillon-de-Castets, einem Ort in der französischen Gemeinde Castets et Castillon im Département Gironde in der Region Nouvelle-Aquitaine, wurde ab Ende des 15. Jahrhunderts errichtet. Das Schloss, das sich circa zwei Kilometer südöstlich des Ortes befindet, steht seit 2004 als Monument historique auf der Liste der Baudenkmäler in Frankreich.
Die ehemals befestigte Anlage besteht aus einem Hauptgebäude, dem rechteckigen Corps de logis mit Treppenturm, und zwei Nebengebäuden, die den Innenhof rahmen. Der Treppenturm ist der älteste Teil des Schlosses, er stammt aus dem Ende des 15. bzw. Anfang des 16. Jahrhunderts.